# Muratti Vase
Muratti é uma competição anual de futebol realizada nas Ilhas do Canal, desde 1905, entre Alderney, Guernsey e Jersey. As ilhas maiores Guernsey e Jersey dominam a competição com mais de 50 e 40 conquistas respectivamente, enquanto Alderney tem apenas uma conquista, em 1920.

## História
Desde sua criação a competição só foi interrompida entre 1915 a 1919 e 1940 a 1946 devido a Primeira e Segunda Guerra Mundial. As equipes vestem as cores de suas respectivas ilhas, Guernsey (verde e branco), Jersey (vermelho e branco) e Alderney (azul e branco).
O regulamento de disputa consiste em semifinal e final. Antes da Segunda Guerra Mundial era feito um sorteio para definir qual das três seleções iria disputar a semifinal, mas atualmente Jersey e Guernsey alternam entre si quem enfrentará Alderney na semifinal.
O local de disputa da final é alternada por ano, Em Guernsey é disputada no Footes Lane atualmente, anteriormente era no The Track, já em Jersey é disputada no Springfield Stadium.
A primeira final foi realizada no Springfield Stadium no dia 27 de abril de 1905, porem depois de dois anos o estádio utilizado por Jersey foi o Westmount até 1923, enquanto Springfield virou uma sede alternativa. Desde 1930 os jogos da competição em Jersey são realizados no Springfield Stadium com algumas exceções.
Até 2005, quando ocorria um empate era feito um replay da partida, sete finais foram decidas no replay. Desde 2005, a partida que terminasse empatada no tempo normal teria a prorrogação e as penalidades.
Em 2016 foi realizada pela centésima vez, a final foi disputada em Jersey.
Jersey e Guernsey também competem em uma competição bianual o Jogos das Ilhas, Alderney entrou em 2003. Outra equipe das ilhas do Canal que disputou essa competição foi Sark em 2003 e talvez dispute a competição no futuro.

## Participantes
| Alderney       |
| -------------- |
|                |
| Arsenal Ground |

| Guernsey    |
| ----------- |
|             |
| Footes Lane |

| Jersey              |
| ------------------- |
|                     |
| Springfield Stadium |

## Desempenho por ilha
| Ilha     | Campeão | Vice-campeão | Semifinal |
| -------- | ------- | ------------ | --------- |
| Jersey   | 53      | 38           | 9         |
| Guernsey | 47      | 53           | 1         |
| Alderney | 1       | 9            | 91        |

## Ranking
| Ilha     | J   | V   | E  | D   | GP  | GC  | SG   |
| -------- | --- | --- | -- | --- | --- | --- | ---- |
| Jersey   | 157 | 98  | 13 | 46  | 459 | 211 | +248 |
| Guernsey | 166 | 100 | 13 | 53  | 438 | 229 | +209 |
| Alderney | 101 | 1   | 0  | 100 | 44  | 501 | -457 |

## Outras competições
Existem outras competições entre as ilhas do Canal (disputadas somente entre Guernsey e Jersey)

### Sub-21
A Muratti Sub-21, também conhecida como Hotel Ambassadeur Bowl, foi disputada entre 1988 e 2010 entre Jersey e Guernsey. em 2016 a competição voltou a ser realizada. Guernsey é a maior campeã com 13 títulos, enquanto Jersey tem 10.
| Ano                    | Campeão  | Placar                  | Vice-campeão |
| ---------------------- | -------- | ----------------------- | ------------ |
| Barclays Bank Trophy   |          |                         |              |
| 1988/89                | Jersey   | 3 - 0                   | Guernsey     |
| 1989/90                | Guernsey | 3 - 2                   | Jersey       |
| 1990/91                | Guernsey | 5 - 0                   | Jersey       |
| Hotel Ambassadeur Bowl |          |                         |              |
| 1991/92                | Guernsey | 5 - 3                   | Jersey       |
| 1992/93                | Jersey   | 5 - 1                   | Guernsey     |
| 1993/94                | Jersey   | 4 - 1                   | Guernsey     |
| 1994/95                | Jersey   | 3 - 2                   | Guernsey     |
| 1995/96                | Jersey   | 2 - 1                   | Guernsey     |
| 1996/97                | Guernsey | 0 - 0 (3 - 1 pen)       | Jersey       |
| 1997/98                | Jersey   | 4 - 1                   | Guernsey     |
| 1998/99                | Guernsey | 2 - 0                   | Jersey       |
| 1999/2000              | Jersey   | 1 - 1 (pro) 2 - 1 (pro) | Guernsey     |

| Ano               | Campeão       | Placar                  | Vice-campeão  |
| ----------------- | ------------- | ----------------------- | ------------- |
| 2000/01           | Guernsey      | 2 - 1 (pro)             | Jersey        |
| 2001/02           | Guernsey      | 1 - 1 (pro) 3 - 1 (pro) | Jersey        |
| 2002/03           | Jersey        | 4 - 1                   | Guernsey      |
| 2003/04           | Guernsey      | 2 - 1                   | Jersey        |
| 2004/05           | Guernsey      | 2 - 1                   | Jersey        |
| 2005/06           | Jersey        | 4 - 0                   | Guernsey      |
| 2006/07           | Guernsey      | 4 - 1                   | Jersey        |
| 2007/08           | Guernsey      | 2 - 1                   | Jersey        |
| 2008/09           | Guernsey      | 3 - 2 (pro)             | Jersey        |
| 2009/10           | Jersey        | 3 - 3 (pro) (5 - 4 pen) | Guernsey      |
| 2010/11 a 2014/15 | Não realizado | Não realizado           | Não realizado |
| 2015/16           | Guernsey      | 2 - 1                   | Jersey        |

### Sub-18
A Muratti Sub-18, também conhecida como London Channel Islanders Society Trophy, é disputada desde 1922 somente sendo interrompido de 1940 a 1946 devido a Segunda Guerra Mundial.
| Ano         | Campeão                                       | Vice-campeão                                  | Placar                                        |
| ----------- | --------------------------------------------- | --------------------------------------------- | --------------------------------------------- |
| 1922        | Guernsey                                      | Jersey                                        | 4 - 2                                         |
| 1923        | Jersey                                        | Guernsey                                      | 3 - 1 (pro)                                   |
| 1924        | Guernsey Jersey                               | Guernsey Jersey                               | 1 - 1                                         |
| 1925        | Jersey                                        | Guernsey                                      | 3 - 2                                         |
| 1926        | Guernsey                                      | Jersey                                        | 3 - 1                                         |
| 1927        | Jersey                                        | Guernsey                                      | 2 - 1                                         |
| 1928        | Guernsey                                      | Jersey                                        | 6 - 3                                         |
| 1929        | Guernsey                                      | Jersey                                        | 4 - 2 (pro)                                   |
| 1930        | Guernsey                                      | Jersey                                        | 3 - 1                                         |
| 1931        | Guernsey                                      | Jersey                                        | 5 - 3                                         |
| 1932        | Guernsey                                      | Jersey                                        | 5 - 2                                         |
| 1933        | Jersey                                        | Guernsey                                      | 4 - 2                                         |
| 1934        | Guernsey                                      | Jersey                                        | 6 - 5 (pro)                                   |
| 1935        | Jersey Guernsey                               | Jersey Guernsey                               | 3 - 3 (pro)                                   |
| 1936        | Jersey                                        | Guernsey                                      | 3 - 1                                         |
| 1937        | Jersey                                        | Guernsey                                      | 2 - 1                                         |
| 1938        | Guernsey                                      | Jersey                                        | 3 - 0                                         |
| 1939        | Jersey                                        | Guernsey                                      | 7 - 3                                         |
| 1940 a 1946 | Não realizado devido a Segunda Guerra Mundial | Não realizado devido a Segunda Guerra Mundial | Não realizado devido a Segunda Guerra Mundial |
| 1947        | Jersey                                        | Guernsey                                      | 7 - 0                                         |
| 1948        | Jersey                                        | Guernsey                                      | 2 - 1                                         |
| 1949        | Jersey                                        | Guernsey                                      | 2 - 1                                         |
| 1950        | Jersey                                        | Guernsey                                      | 2 - 1                                         |
| 1951        | Jersey Guernsey                               | Jersey Guernsey                               | 2 - 2                                         |
| 1952        | Jersey                                        | Guernsey                                      | 2 - 0                                         |
| 1953        | Jersey                                        | Guernsey                                      | 5 - 1                                         |
| 1954        | Guernsey                                      | Jersey                                        | 3 - 1                                         |
| 1955        | Jersey                                        | Guernsey                                      | 6 - 0                                         |
| 1956        | Jersey                                        | Guernsey                                      | 5 - 0                                         |
| 1957        | Jersey Guernsey                               | Jersey Guernsey                               | 1 - 1                                         |
| 1958        | Jersey Guernsey                               | Jersey Guernsey                               | 1 - 1                                         |
| 1959        | Jersey                                        | Guernsey                                      | 2 - 0                                         |
| 1960        | Guernsey                                      | Jersey                                        | 3 - 2                                         |
| 1961        | Jersey                                        | Guernsey                                      | 4 - 3                                         |
| 1962        | Guernsey                                      | Jersey                                        | 4 - 2                                         |
| 1963        | Guernsey                                      | Jersey                                        | 2 - 1                                         |
| 1964        | Guernsey                                      | Jersey                                        | 4 - 1                                         |
| 1965        | Jersey                                        | Guernsey                                      | 4 - 1                                         |
| 1966        | Jersey                                        | Guernsey                                      | 2 - 0                                         |
| 1967        | Jersey                                        | Guernsey                                      | 2 - 1                                         |
| 1968        | Jersey                                        | Guernsey                                      | 3 - 0                                         |
| 1969        | Guernsey                                      | Jersey                                        | 4 - 3                                         |
| 1970        | Guernsey                                      | Jersey                                        | 3 - 1                                         |
| 1971        | Jersey                                        | Guernsey                                      | 2 - 0                                         |

| Ano  | Campeão         | Vice-campeão    | Placar                  |
| ---- | --------------- | --------------- | ----------------------- |
| 1972 | Guernsey        | Jersey          | 2 - 0                   |
| 1973 | Jersey          | Guernsey        | 1 - 0                   |
| 1974 | Guernsey        | Jersey          | 3 - 2 (pro)             |
| 1975 | Jersey          | Guernsey        | 4 - 2                   |
| 1976 | Guernsey        | Jersey          | 3 - 1 (pro)             |
| 1977 | Guernsey        | Jersey          | 1 - 0                   |
| 1978 | Guernsey        | Jersey          | 3 - 2                   |
| 1979 | Jersey          | Guernsey        | 1 - 0                   |
| 1980 | Guernsey        | Jersey          | 4 - 1                   |
| 1981 | Guernsey        | Jersey          | 1 - 0                   |
| 1982 | Guernsey        | Jersey          | 3 - 0                   |
| 1983 | Guernsey        | Jersey          | 4 - 2 (pro)             |
| 1984 | Guernsey Jersey | Guernsey Jersey | 0 - 0                   |
| 1985 | Jersey          | Guernsey        | 2 - 1                   |
| 1986 | Jersey          | Guernsey        | 3 - 2                   |
| 1987 | Jersey          | Guernsey        | 2 - 0                   |
| 1988 | Guernsey        | Jersey          | 2 - 1                   |
| 1989 | Jersey          | Guernsey        | 1 - 1 (pro) 1 - 0       |
| 1990 | Jersey          | Guernsey        | 3 - 2                   |
| 1991 | Jersey          | Guernsey        | 2 - 1                   |
| 1992 | Guernsey        | Jersey          | 1 - 1 (pro) 1 - 0 (pro) |
| 1993 | Guernsey        | Jersey          | 2 - 0                   |
| 1994 | Jersey          | Guernsey        | 1 - 0                   |
| 1995 | Guernsey        | Jersey          | 3 - 3 (pro) 1 - 0       |
| 1996 | Jersey          | Guernsey        | 1 - 0                   |
| 1997 | Jersey          | Guernsey        | 1 - 0 (pro)             |
| 1998 | Jersey          | Guernsey        | 1 - 0                   |
| 1999 | Guernsey        | Jersey          | 6 - 0                   |
| 2000 | Jersey          | Guernsey        | 2 - 1                   |
| 2001 | Jersey          | Guernsey        | 6 - 2                   |
| 2002 | Guernsey        | Jersey          | 1 - 0                   |
| 2003 | Jersey          | Guernsey        | 1 - 0                   |
| 2004 | Jersey          | Guernsey        | 1 - 0                   |
| 2005 | Guernsey        | Jersey          | 2 - 1                   |
| 2006 | Jersey          | Guernsey        | 2 - 1                   |
| 2007 | Guernsey        | Jersey          | 4 - 3                   |
| 2008 | Jersey          | Guernsey        | 3 - 2                   |
| 2009 | Jersey          | Guernsey        | 1 - 0                   |
| 2010 | Jersey          | Guernsey        | 6 - 1                   |
| 2011 | Jersey          | Guernsey        | 5 - 2                   |
| 2012 | Guernsey        | Jersey          | 1 - 0                   |
| 2013 | Jersey          | Guernsey        | 2 - 1                   |
| 2014 | Jersey          | Guernsey        | 5 - 1                   |
| 2015 | Jersey          | Guernsey        | 4 - 3                   |
| 2016 | Guernsey        | Jersey          | 2 - 1                   |

### Sub-16
A Muratti Sub-16, também conhecida como Nigel Gavey Memorial Trophy, é disputada desde 2007, Jersey é a maior campeã com 7 títulos, enquanto Guernsey tem 3.
| Ano  | Campeão  | Placar            | Vice-campeão |
| ---- | -------- | ----------------- | ------------ |
| 2007 | Jersey   | 1 - 0             | Guernsey     |
| 2008 | Jersey   | 3 - 0             | Guernsey     |
| 2009 | Jersey   | 1 - 0             | Guernsey     |
| 2010 | Jersey   | 2 - 0             | Guernsey     |
| 2011 | Guernsey | 2 - 1             | Jersey       |
| 2012 | Guernsey | 3 - 1             | Jersey       |
| 2013 | Jersey   | 3 - 1             | Guernsey     |
| 2014 | Jersey   | 4 - 1             | Guernsey     |
| 2015 | Guernsey | 1 - 1 (5 - 4 pen) | Jersey       |
| 2016 | Jersey   | 4 - 0             | Guernsey     |

### Sub-15
A Muratti Sub-15, também conhecida como Star Trophy, é disputada desde 1921, somente sendo interrompida de 1940 a 1946 devido a Segunda Guerra Mundial, Guernsey é a maior campeã com 52 títulos (41 individuais), enquanto Jersey com 49 títulos (38 individuais).
| Ano         | Campeão                                       | Vice-campeão                                  | Placar      |
| ----------- | --------------------------------------------- | --------------------------------------------- | ----------- |
| 1921        | Jersey                                        | Guernsey                                      | 2 - 0       |
| 1922        | Guernsey                                      | Jersey                                        | 5 - 2       |
| 1922        | Guernsey                                      | Jersey                                        | 5 - 2       |
| 1923        | Guernsey                                      | Jersey                                        | 3 - 1       |
| 1924        | Guernsey                                      | Jersey                                        | 1 - 0 (Pro) |
| 1925        | Guernsey                                      | Jersey                                        | 3 - 0       |
| 1926        | Guernsey                                      | Jersey                                        | 4 - 1       |
| 1927        | Jersey                                        | Guernsey                                      | 4 - 2       |
| 1928        | Jersey                                        | Guernsey                                      | 4 - 2       |
| 1929        | Guernsey                                      | Jersey                                        | 3 - 1       |
| 1930        | Guernsey                                      | Jersey                                        | 6 - 2       |
| 1931        | Guernsey                                      | Jersey                                        | 8 - 1       |
| 1932        | Guernsey                                      | Jersey                                        | 3 - 0       |
| 1933        | Guernsey                                      | Jersey                                        | 3 - 0       |
| 1934        | Jersey                                        | Guernsey                                      | 1 - 0       |
| 1935        | Jersey                                        | Guernsey                                      | 2 - 0       |
| 1936        | Jersey                                        | Guernsey                                      | 2 - 0       |
| 1937        | Guernsey                                      | Jersey                                        | 4 - 1       |
| 1938        | Jersey                                        | Guernsey                                      | 4 - 1       |
| 1939        | Jersey                                        | Guernsey                                      | 3 - 1       |
| 1940        | Guernsey                                      | Jersey                                        | 4 - 0       |
| 1940 a 1946 | Não realizado devido a Segunda Guerra Mundial | Não realizado devido a Segunda Guerra Mundial |             |
| 1947        | Jersey                                        | Guernsey                                      | 4 - 0       |
| 1948        | Jersey                                        | Guernsey                                      | 2 - 0       |
| 1949        | Jersey                                        | Guernsey                                      | 1 - 0       |
| 1950        | Jersey                                        | Guernsey                                      | 1 - 0       |
| 1951        | Guernsey                                      | Jersey                                        | 1 - 0       |
| 1952        | Guernsey                                      | Jersey                                        | 3 - 2       |
| 1953        | Guernsey Jersey                               | Guernsey Jersey                               | 0 - 0 (pro) |
| 1954        | Jersey                                        | Guernsey                                      | 2 - 1 (pro) |
| 1955        | Jersey                                        | Guernsey                                      | 5 - 1       |
| 1956        | Jersey Guernsey                               | Jersey Guernsey                               | 1 - 1 (pro) |
| 1957        | Guernsey Jersey                               | Guernsey Jersey                               | 1 - 1 (pro) |
| 1958        | Guernsey                                      | Jersey                                        | 3 - 1       |
| 1959        | Guernsey                                      | Jersey                                        | 3 - 0       |
| 1960        | Guernsey                                      | Jersey                                        | 3 - 1       |
| 1961        | Guernsey                                      | Jersey                                        | 2 - 0       |
| 1962        | Jersey                                        | Guernsey                                      | 2 - 1       |
| 1963        | Jersey                                        | Guernsey                                      | 1 - 0 (pro) |
| 1964        | Jersey                                        | Guernsey                                      | 3 - 0       |
| 1965        | Jersey                                        | Guernsey                                      | 1 - 0       |
| 1966        | Jersey                                        | Guernsey                                      | 2 - 0       |
| 1967        | Guernsey                                      | Jersey                                        | 4 - 0       |
| 1968        | Jersey Guernsey                               | Jersey Guernsey                               | 0 - 0 (pro) |
| 1969        | Guernsey                                      | Jersey                                        | 3 - 2       |

| Ano  | Campeão         | Vice-campeão    | Placar      |
| ---- | --------------- | --------------- | ----------- |
| 1970 | Jersey Guernsey | Jersey Guernsey | 0 - 0       |
| 1971 | Jersey          | Guernsey        | 3 - 0       |
| 1972 | Jersey          | Guernsey        | 3 - 2       |
| 1973 | Guernsey        | Jersey          | 1 - 0       |
| 1974 | Jersey Guernsey | Jersey Guernsey | 0 - 0 (pro) |
| 1975 | Guernsey        | Jersey          | 5 - 0       |
| 1976 | Guernsey        | Jersey          | 4 - 2 (pro) |
| 1977 | Guernsey Jersey | Guernsey Jersey | 0 - 0 (pro) |
| 1978 | Guernsey        | Jersey          | 1 - 0       |
| 1979 | Guernsey        | Jersey          | 4 - 3       |
| 1980 | Guernsey        | Jersey          | 4 - 2       |
| 1981 | Guernsey        | Jersey          | 2 - 1       |
| 1982 | Guernsey        | Jersey          | 1 - 0       |
| 1983 | Guernsey        | Jersey          | 2 - 1 (pro) |
| 1984 | Guernsey        | Jersey          | 3 - 0       |
| 1985 | Guernsey        | Jersey          | 1 - 0       |
| 1986 | Guernsey        | Jersey          | 3 - 0       |
| 1987 | Jersey          | Guernsey        | 5 - 1       |
| 1988 | Guernsey Jersey | Guernsey Jersey | 4 - 4 (pro) |
| 1989 | Jersey          | Guernsey        | 2 - 0       |
| 1990 | Guernsey        | Jersey          | 2 - 0       |
| 1991 | Guernsey        | Jersey          | 3 - 0 (pro) |
| 1992 | Guernsey        | Jersey          | 1 - 0       |
| 1993 | Guernsey Jersey | Guernsey Jersey | 0 - 0 (pro) |
| 1994 | Guernsey        | Jersey          | 2 - 1       |
| 1995 | Guernsey        | Jersey          | 1 - 0       |
| 1996 | Guernsey        | Jersey          | 3 - 0       |
| 1997 | Jersey          | Guernsey        | 1 - 0       |
| 1998 | Jersey          | Guernsey        | 3 - 1       |
| 1999 | Jersey          | Guernsey        | 2 - 1       |
| 2000 | Jersey          | Guernsey        | 2 - 0       |
| 2001 | Jersey          | Guernsey        | 1 - 0       |
| 2002 | Jersey Guernsey | Jersey Guernsey | 2 - 2 (pro) |
| 2003 | Jersey          | 1 - 0 (pro)     | Guernsey    |
| 2004 | Guernsey        | Jersey          | 4 - 0       |
| 2005 | Jersey          | Guernsey        | 2 - 1       |
| 2006 | Jersey          | Guernsey        | 4 - 1       |
| 2007 | Guernsey Jersey | Guernsey Jersey | 3 - 3 (pro) |
| 2008 | Jersey          | Guernsey        | 2 - 1       |
| 2009 | Jersey          | Guernsey        | 3 - 1       |
| 2010 | Jersey          | Guernsey        | 2 - 1       |
| 2011 | Guernsey        | Jersey          | 2 - 1       |
| 2012 | Jersey          | Guernsey        | 2 - 1       |
| 2013 | Jersey          | Guernsey        | 1 - 0       |
| 2014 | Jersey          | Guernsey        | 2 - 1       |
| 2015 | Jersey          | Guernsey        | 6 - 0       |
| 2016 | Guernsey        | Jersey          | 1 - 0       |
| 2017 | Jersey          | Guernsey        | 7 - 1       |

### Sub-11
A Muratti Sub-11 foi disputada de 1994 até 2009, Jersey conquistou o título 12 vezes, enquanto Guernsey ganhou 7 vezes.
| Ano  | Campeão         | Vice-campeão    | Placar |
| ---- | --------------- | --------------- | ------ |
| 1994 | Jersey          | Guernsey        | 7 - 1  |
| 1995 | Jersey          | Guernsey        | 1 - 0  |
| 1996 | Jersey          | Guernsey        | 2 - 1  |
| 1997 | Guernsey        | Jersey          | 3 - 0  |
| 1998 | Guernsey Jersey | Guernsey Jersey | 3 - 3  |
| 1999 | Jersey          | Guernsey        | 6 - 0  |
| 2000 | Guernsey        | Jersey          | 3 - 1  |
| 2001 | Guernsey        | Jersey          | 1 - 0  |
| 2002 | Jersey          | Guernsey        | 2 - 1  |
| 2003 | Guernsey        | Jersey          | 2 - 1  |
| 2004 | Jersey          | Guernsey        | 5 - 0  |
| 2005 | Jersey          | Guernsey        | 6 - 2  |
| 2006 | Guernsey Jersey | Guernsey Jersey | 0 - 0  |
| 2007 | Jersey          | Guernsey        | 4 - 0  |
| 2008 | Jersey          | Guernsey        | 5 - 0  |
| 2009 | Guernsey Jersey | Guernsey Jersey | 2 - 2  |

### Feminino
A Ladies Muratti, também conhecida como Norman Piette Trophy, é disputada anualmente desde 1997, Jersey é a maior campeã com 14 títulos, enquanto Guernsey tem 6.
| Ano  | Campeão  | Placar | Vice-campeão |
| ---- | -------- | ------ | ------------ |
| 1997 | Guernsey | 3 - 0  | Jersey       |
| 1998 | Guernsey | 2 - 0  | Jersey       |
| 1999 | Guernsey | 3 - 1  | Jersey       |
| 2000 | Guernsey | 1 - 0  | Jersey       |
| 2001 | Guernsey | 2 - 1  | Jersey       |
| 2002 | Jersey   | 1 - 0  | Guernsey     |
| 2003 | Jersey   | 3 - 2  | Guernsey     |
| 2004 | Jersey   | 4 - 1  | Guernsey     |
| 2005 | Jersey   | 5 - 1  | Guernsey     |
| 2006 | Jersey   | 1 - 0  | Guernsey     |
| 2007 | Jersey   | 3 - 1  | Guernsey     |

| Ano  | Campeão  | Vice-campeão | Placar   |
| ---- | -------- | ------------ | -------- |
| 2008 | Guernsey | 1 - 0        | Jersey   |
| 2009 | Jersey   | 1 - 0        | Guernsey |
| 2010 | Jersey   | 8 - 0        | Guernsey |
| 2011 | Jersey   | 6 - 2        | Guernsey |
| 2012 | Jersey   | 1 - 0        | Guernsey |
| 2013 | Jersey   | 3 - 0        | Guernsey |
| 2014 | Jersey   | 5 - 1        | Guernsey |
| 2015 | Jersey   | 7 - 0        | Guernsey |
| 2016 | Jersey   | 9 - 0        | Guernsey |
| 2017 | Jersey   | -            | Guernsey |

Milly Sarre Trophy
O Milly Sarre Trophy é um troféu dado a melhor jogadora da partida.
| Ano  | Vencedora        |
| ---- | ---------------- |
| 1997 | Corrina Le Noury |
| 1998 | Lisa Sylvester   |
| 1999 | Bonny Geddes     |
| 2000 | Annie Machon     |
| 2001 | Sarah Gavey      |
| 2002 | Sam Carre        |
| 2003 | Sarah Armstrong  |
| 2004 | Jodie Botterill  |
| 2005 | Becky Darts      |
| 2006 | Nina Woods       |
| 2007 | Rochelle Vaudin  |

| Ano  | Vencedora            |
| ---- | -------------------- |
| 2008 | Rochelle Vaudin      |
| 2009 | Kayleigh Marquis     |
| 2010 | Jess Vieira          |
| 2011 | Jodie Botterill      |
| 2012 | Louise Van der Vliet |
| 2013 | Eve Watson           |
| 2014 | Jodie Botterill      |
| 2015 | Marta Ascensão       |
| 2016 | Catarina Andrade     |
| 2017 | não houve            |

### Sutton Trophy
A Sutton Trophy foi disputada anualmente de 1947 até 2014 entre as policias de Jersey e Guernsey, Jersey é a maior campeã com 48 conquistas, enquanto Guernsey tem 22.
| Ano  | Campeão         | Vice-campeão    | Placar |
| ---- | --------------- | --------------- | ------ |
| 1947 | Jersey Police   | Guernsey Police |        |
| 1948 | Guernsey Police | Jersey Police   |        |
| 1949 | Guernsey Police | Jersey Police   |        |
| 1950 | Jersey Police   | Guernsey Police |        |
| 1951 | Guernsey Police | Jersey Police   |        |
| 1952 | Guernsey Police | Jersey Police   |        |
| 1953 | Jersey Police   | Guernsey Police |        |
| 1954 | Jersey Police   | Guernsey Police |        |
| 1955 | Jersey Police   | Guernsey Police |        |
| 1956 | Jersey Police   | Guernsey Police |        |
| 1957 | Jersey Police   | Guernsey Police |        |
| 1958 | Jersey Police   | Guernsey Police |        |
| 1959 | Jersey Police   | Guernsey Police |        |
| 1960 | Jersey Police   | Guernsey Police |        |
| 1961 | Jersey Police   | Guernsey Police |        |
| 1962 | Jersey Police   | Guernsey Police |        |
| 1963 | Jersey Police   | Guernsey Police |        |
| 1964 | Jersey Police   | Guernsey Police |        |
| 1965 | Jersey Police   | Guernsey Police |        |
| 1966 | Jersey Police   | Guernsey Police |        |
| 1967 | Jersey Police   | Guernsey Police |        |
| 1968 | Jersey Police   | Guernsey Police |        |
| 1969 | Jersey Police   | Guernsey Police |        |
| 1970 | Guernsey Police | Jersey Police   |        |
| 1971 | Guernsey Police | Jersey Police   |        |
| 1972 | Jersey Police   | Guernsey Police |        |
| 1973 | Jersey Police   | Guernsey Police |        |
| 1974 | Jersey Police   | Guernsey Police |        |
| 1975 | Guernsey Police | Jersey Police   |        |
| 1976 | Jersey Police   | Guernsey Police |        |
| 1977 | Jersey Police   | Guernsey Police |        |
| 1978 | Jersey Police   | Guernsey Police |        |
| 1979 | Jersey Police   | Guernsey Police |        |
| 1980 | Jersey Police   | Guernsey Police |        |

| Ano  | Campeão                       | Vice-campeão                  | Placar                |
| ---- | ----------------------------- | ----------------------------- | --------------------- |
| 1981 | Jersey Police                 | Guernsey Police               |                       |
| 1982 | Jersey Police                 | Guernsey Police               |                       |
| 1983 | Jersey Police                 | Guernsey Police               |                       |
| 1984 | Jersey Police                 | Guernsey Police               |                       |
| 1985 | Jersey Police Guernsey Police | Jersey Police Guernsey Police |                       |
| 1986 | Jersey Police                 | Guernsey Police               |                       |
| 1987 | Guernsey Police               | Jersey Police                 |                       |
| 1988 | Guernsey Police               | Jersey Police                 |                       |
| 1989 | Guernsey Police               | Jersey Police                 |                       |
| 1990 | Jersey Police                 | Guernsey Police               |                       |
| 1991 | Guernsey Police               | Jersey Police                 |                       |
| 1992 | Jersey Police                 | Guernsey Police               |                       |
| 1993 | Guernsey Police               | Jersey Police                 |                       |
| 1994 | Guernsey Police               | Jersey Police                 |                       |
| 1995 | Guernsey Police               | Jersey Police                 |                       |
| 1996 | Jersey Police                 | Guernsey Police               | 2 - 1                 |
| 1997 | Guernsey Police               | Jersey Police                 | 4 - 2                 |
| 1998 | Jersey Police                 | Guernsey Police               | 3 - 2                 |
| 1999 | Guernsey Police               | Jersey Police                 | 3 - 1                 |
| 2000 | Jersey Police                 | Guernsey Police               | 3 - 2                 |
| 2001 | Guernsey Police               | Jersey Police                 | 2 - 0                 |
| 2002 | Jersey Police                 | Guernsey Police               | 2 - 0                 |
| 2003 | Jersey Police                 | Guernsey Police               | 3 - 0                 |
| 2004 | Jersey Police                 | Guernsey Police               | 3 - 1                 |
| 2005 | Jersey Police                 | Guernsey Police               | 1 - 0                 |
| 2006 | Jersey Police Guernsey Police | Jersey Police Guernsey Police | 0 - 0                 |
| 2007 | Jersey Police                 | Guernsey Police               | 5 - 2                 |
| 2008 | Guernsey Police               | Jersey Police                 | 1 - 0                 |
| 2009 | Jersey Police                 | Guernsey Police               | 1 - 1 (pro) 4 - 3 pen |
| 2010 | Jersey Police                 | Guernsey Police               | 1 - 0                 |
| 2011 | Guernsey Police               | Jersey Police                 | 0 - 0 (pro) 4 - 3 pen |
| 2012 | Guernsey Police               | Jersey Police                 | 3 - 0                 |
| 2013 | Jersey Police                 | Guernsey Police               | 5 - 2                 |
| 2014 | Jersey Police                 | Guernsey Police               | 3 - 0                 |

### Postal Trophy
A Postal Trophy foi disputada anualmente de 1973 até 2009 entre ofícios postais de Jersey e Guernsey, Guernsey é a maior campeã com 30 títulos, enquanto Jersey ganhou apenas 7 vezes.
| Ano  | Campeão                                 | Vice-campeão                            | Placar        |
| ---- | --------------------------------------- | --------------------------------------- | ------------- |
| 1973 | Jersey Post Office                      | Guernsey Post Office                    |               |
| 1974 | Guernsey Post Office                    | Jersey Post Office                      |               |
| 1975 | Guernsey Post Office                    | Jersey Post Office                      |               |
| 1976 | Guernsey Post Office                    | Jersey Post Office                      |               |
| 1977 | não disputado                           | não disputado                           | não disputado |
| 1978 | Guernsey Post Office Jersey Post Office | Guernsey Post Office Jersey Post Office |               |
| 1979 | Jersey Post Office                      | Guernsey Post Office                    |               |
| 1980 | Jersey Post Office                      | Guernsey Post Office                    |               |
| 1981 | não disputado                           | não disputado                           | não disputado |
| 1982 | Guernsey Post Office                    | Jersey Post Office                      |               |
| 1983 | Guernsey Post Office                    | Jersey Post Office                      |               |
| 1984 | Guernsey Post Office                    | Jersey Post Office                      |               |
| 1985 | Guernsey Post Office                    | Jersey Post Office                      |               |
| 1986 | Guernsey Post Office                    | Jersey Post Office                      |               |
| 1987 | Guernsey Post Office                    | Jersey Post Office                      |               |
| 1988 | Guernsey Post Office                    | Jersey Post Office                      |               |
| 1989 | Guernsey Post Office                    | Jersey Post Office                      |               |
| 1990 | Guernsey Post Office                    | Jersey Post Office                      |               |
| 1991 | Guernsey Post Office                    | Jersey Post Office                      |               |
| 1992 | Guernsey Post Office                    | Jersey Post Office                      |               |

| Ano  | Campeão              | Vice-campeão         | Placar |
| ---- | -------------------- | -------------------- | ------ |
| 1993 | Guernsey Post Office | Jersey Post Office   |        |
| 1994 | Guernsey Post Office | Jersey Post Office   |        |
| 1995 | Guernsey Post Office | Jersey Post Office   |        |
| 1996 | Guernsey Post Office | Jersey Post Office   |        |
| 1997 | Jersey Post Office   | Guernsey Post Office |        |
| 1998 | Guernsey Post Office | Jersey Post Office   |        |
| 1999 | Guernsey Post Office | Jersey Post Office   |        |
| 2000 | Guernsey Post Office | Jersey Post Office   |        |
| 2001 | Guernsey Post Office | Jersey Post Office   |        |
| 2002 | Guernsey Post Office | Jersey Post Office   |        |
| 2003 | Jersey Post Office   | Guernsey Post Office |        |
| 2004 | Guernsey Post Office | Jersey Post Office   |        |
| 2005 | Guernsey Post Office | Jersey Post Office   |        |
| 2006 | Guernsey Post Office | Jersey Post Office   |        |
| 2007 | Guernsey Post Office | Jersey Post Office   |        |
| 2008 | Guernsey Post Office | Jersey Post Office   | 12 - 0 |
| 2009 | Guernsey Post Office | Jersey Post Office   | 6 - 4  |

### Upton Park Trophy
A Upton Park Trophy é uma competição de clubes anual disputada entre os campeões do Campeonato de Jersey (Football Combination) e do Campeonato de Guernsey (Priaulx League), desde 1907 foi interrompido somente duas vezes por causa da Primeira e Segunda Guerra Mundial.

## Recordes
Jersey tem o recorde de maior número de títulos consecutivos, conquistando a competição por oito anos entre 1958 a 1965.
Guernsey tem a maior invencibilidade em cinco finais consecutivas de 1932 a 1936. Em 1937 Guernsey dividiu o título com Jersey, Porém em 1938 Guernsey foi campeã mantendo o título por sete anos.
- Maior vitória foi de Jersey contra Alderney por 18-0 em 1994.
- Maior vitória em uma final foi em 1926 entre Jersey e Alderney por 7-1.
- Maior número de gols marcados em uma final foi em 1957, Guernsey venceu Jersey por 6-4.

## Ligações Externas
- Seleção de Alderney de Futebol
- Seleção de Guernsey de Futebol
- Seleção de Jersey de Futebol
- Seleção de Sark de Futebol
- Upton Park Trophy
- Inter-insular match - equivalente ao evento no críquete
- Siam Cup - equivalente a evento no rugbi union
- Ilhas do Canal da Mancha